# 丹妮尔·斯莱顿
丹妮尔·斯莱顿（英語：Danielle Slaton，1980年6月10日—），美国女子足球运动员。她曾入选2000年夏季奥林匹克运动会美国女子足球队名单，但并未上场参赛。她也曾参加2003年世界杯女子足球赛。